# Минтус Людмила Миколаївна
Людмила Миколаївна Минтус (24 березня 1959, с. Слобідка, Талалаївський (нині Прилуцький) район, Чернігівська обл.) — майстриня художнього ткацтва, носій елемента національної культурної спадщини «Кролевецьке переборне ткацтво», педагогиня. Член Національної спілки майстрів народного мистецтва України (2006). Заслужений майстер народної творчості України (2024).

## Біографія
1976 року з відзнакою закінчила Кролевецьке профтехучилище художнього ткацтва (майстер Срібранець Валентина Миколаївна, викладач Соловйова Олександра Федорівна), почала працювати на Кролевецькій фабриці художнього ткацтва.
З 1979 року працює майстром виробничого навчання ткацького відділу Кролевецького професійного училища. 1985 року заочно закінчила Херсонський індустріальний інститут (нині — Херсонський національний технічний університет) за спеціальністю інженер-технолог ткацтва.
Виховала понад дві тисячі учнів. Майстриня популяризує кролевецьке ткацтво: проводить майстер-класи, бере участь у просвітницьких заходах, наукових конференціях з питань дослідження переборного ткацтва, збереження традиційних ремесел.
Член Національної спілки майстрів народного мистецтва України (2006), бере участь у роботі Сумського обласного осередку НСМНМУ, проводить майстер-класи в Музеї Кролевецького ткацтва.
Учасниця обласних, всеукраїнських та міжнародних виставок народного та декоративно-ужиткового мистецтва. Постійна учасниця Міжнародного літературно-мистецького фестивалю «Кролевецькі рушники», удостоєна звання «Берегиня — 2012».
Щорічно з 2003 року бере участь у Всеукраїнському семінарі-практикумі з питань символіки та семантики в українській культурі «Зрима пісня України» (Одеса). 2021 року презентувала автентичні рушники в Міжнародному культурно-соціальному проєкті «Таємниці України для тебе». У жовтні 2022 року в Музеї Кролевецького ткацтва відбулася персональна виставка Людмили Минтус.
Роботи мисткині зберігаються у Музеї кролевецького ткацтва, Національному музеї народної архітектури та побуту України (Київ), приватних колекціях.

## Творчість
Досконало володіє всіма техніками ручного переборного ткацтва. Створює унікальні рушники: на білому фоні між густо-червоними смугами витканий орнамент, в якому за допомогою усталених умовних знаків відбивається навколишній світ (вода, земля, небо, вогонь). У орнаментованих полосах зображені восьмипелюсткові квіти — символи Сонця, трикутники — символи чоловічого та жіночого начала, ромбічні знаки — символи родючості Землі, хрести, крапки тощо.
Серед робіт майстрині — серветки, скатертини, божники (рушники на ікони), панно, доріжки, сорочки й сукні, всілякі аксесуари з неповторним кролевецьким орнаментом. Панно, виготовлене Людмилою Минтус, прикрашає штаб-квартиру ООН. У творчому доробку є полотна, присвячені Т. Г. Шевченку, Україні, Сумщині, Кролевеччині, добірка ексклюзивних панно з портретами відомих особистостей.

## Відзнаки
Неодноразово нагороджена грамотами та дипломами за високу професійну майстерність, вагомий внесок у збереження та відродження українського ужиткового мистецтва Міністерства освіти і науки України, грамотами та подяками голови Сумської обласної державної адміністрації, Департаменту освіти Сумської обласної державної адміністрації, голови Кролевецької районної державної адміністрації, Кролевецького міського голови, а також від Національної спілки майстрів народного мистецтва України та Державного професійно-навчального закладу «Кролевецьке вище професійне училище».
2019 року отримала стипендію голови Сумської обласної державної адміністрації.
2023 року міжнародна культурна організація World Masters Committee (м. Сеул, Республіка Корея) присвоїла Людмилі Минтус звання «Світовий майстер 2023» (номінація «ручне переборне ткацтво»).
2024 року майстриня отримала почесне звання «Заслужений майстер народної творчості України». 

## Вибрані твори
Скатертина «Кролевецька» (1980); рушники: «Весільний» (1979), «Берегиня» (1983), «Калина» (2000), «Відродження» (2006), «Сувенірний» (2007), «Щедра земля» (2009), «Україна» (2010), «На гостини» (2012), «Дерево роду» (2014), «Оберіг», «На щастя» (обидва — 2016), «Відродження» (2019), «Під старину» (2020), «Дружба народів» (2022), «Ювілейний» (2023); панно: «Мальви» (1993), «Несе Галя воду» (2003), «Герб Кролевця» (2008) та інші.